# Zaitzevia bhutanica
Zaitzevia bhutanica is een keversoort uit de familie beekkevers (Elmidae). De wetenschappelijke naam van de soort werd in 1977 gepubliceerd door Satô.